# Капа (спорт)

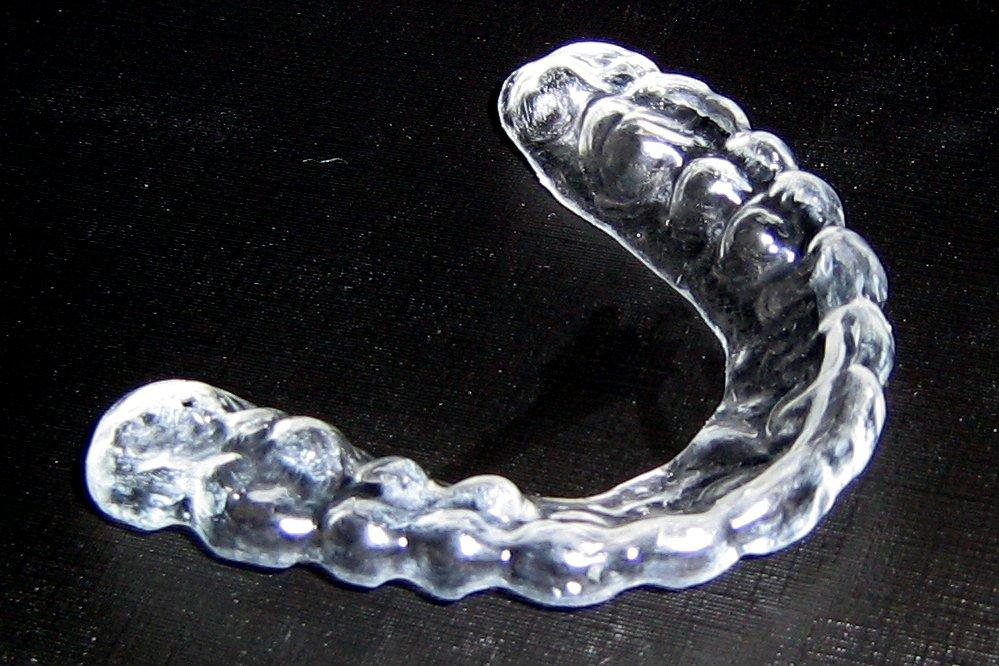
Капа

Ка́па (нім. Kappe — «ковпачок», «кришка», «чохол») — засіб з гнучкої пластмаси, який одягають на зуби, щоб захистити їх від спортивних травм.

## Опис
Для захисту від травм капи надягають під час спортивних тренувань і змагань, а також розважальних спортивних занять.
Капи можуть убезпечити від таких серйозних травм як струс мозку, внутрішньомозкові крововиливи, травми з утратою свідомості, переломи щелепи і пошкодження шиї завдяки тому, що не дають нижній щелепі з силою увігнатися в верхню при ударі. Капи відсувають м'які тканини порожнини рота від зубів, попереджуючи рвані рани і забої губ і щік.
Носити капу рекомендується за всіх ситуацій, коли є імовірність силового контакту обличчя з тілом іншого спортсмена чи твердою поверхнею.
Використання капи є обов'язковим під час тренувань і змагань у таких видах спорту: бокс, американський футбол, хокей на льоду, чоловічий лакрос, бойове самбо, роллер-дербі, жіночий хокей на траві, тхеквондо і ММА.

## Класифікація
- Стандартні капи — виготовляються фабрично в різних розмірах. Такі капи ніяк не можна формувати самостійно, хіба що обрізати. Дуже погано тримаються на зубах, спадають, дають мінімальний захист для спортсмена.

- Термопластичні капи — найпопулярніший вид кап. Так само створюються фабрично, але їх можна формувати під свою щелепу шляхом теплової обробки. Зазвичай «зваривши» в окропі і потім надівши. Існують капи з перегородками всередині, які покращують фіксацію капи на зубах. Також є капи з іншого виду пластику, які готові до формування вже при температурі гарячої води. Така температура менш травматична для зубної емалі і м'яких тканин рота. Термопластичні капи краще тримаються в роті і забезпечують непоганий захист, але часто недостатньо комфортні. Спортсменам іноді складно або неможливо зовсім підібрати собі капу в таких випадках, як то: повна або часткова відсутність зубів, носіння брекетів, різні особливості прикусу.

- Індивідуальні капи — виготовляються вручну по зліпкам спортсмена. Забезпечують найкращий захист і комфорт у використанні. Не спадають і не відволікають, чітко тримаються на зубах так як повторюють усі особливості зубного ряду. Виготовляються зі стоматологічного матеріалу, можуть бути різної товщини, залежно від потреб спортсмена. Технологія виготовлення таких кап дозволяє вибрати будь-які кольори і створити свій персональний дизайн. Замовити таку капу можна або у стоматолога, або у техніка, що займається виготовленням кап.